# Хищник (фильм, 2018)
«Хи́щник» (англ. The Predator, также иногда употребляется, как Хищник 4) — американский научно-фантастический боевик 2018 года режиссёра Шейна Блэка по сценарию Фреда Деккера на основе идеи Джима и Джона Томасов.
Кинокартина является продолжением серии фантастических фильмов студии 20th Century Fox, первым из которых был «Хищник», снятый Джоном Мактирнаном и вышедший на экраны в 1987 году, затем «Хищник 2» Стивена Хопкинса в 1990 году и «Хищники» Нимрода Антала в 2010 году. Все картины серии имели разных режиссёров и актёрский состав, однако были коммерчески успешны, а появление черепа «Чужого» в конце второго фильма позволило снять два кинофильма-продолжения «Чужой против Хищника» в 2004 году режиссёром Полом Андерсоном и «Чужие против Хищника: Реквием» в 2007 году братьями Штраус, объединив тем самым серию картин с другой популярной серией «Чужой».
Режиссёр Шейн Блэк был приглашён студией не только потому, что он являлся известным сценаристом и имел опыт в съёмках фантастических кинофильмов, таких как «Железный человек 3», но и потому, что сыграл роль в первой картине серии, а также принимал участие в написании сценария к ней.
Сюжет кинокартины содержит множество отсылок к оригинальному фильму, на который ориентировался режиссёр в процессе написания сценария. Кроме этого, в фильме появятся нереализованные ранее элементы сценария предыдущих картин серии, права на которые принадлежат студии 20th Century Fox.
Рассматривалась возможность появления героев предыдущих художественных фильмов, в частности майора Алана «Датча» Шеффера — персонажа Арнольда Шварценеггера и лейтенанта Харигана, роль которого исполнил Дэнни Гловер.
Переговоры о новой части Хищника начались в июне 2014 года, когда Блэк был утвержден в качестве сценариста и режиссера. Большая часть актерского состава подписала контракт в период с октября 2016 по январь 2017 года. Съёмки начались 20 февраля и завершились 1 июня 2017 года. Планировалось, что картина выйдет в прокат 2 августа 2018 года, однако после тестовых показов было принято решение переснять часть материала и премьеру перенесли на 14 сентября того же года.
Хищник (2018) получил в основном смешанные отзывы. Критический консенсус Rotten Tomatoes называет этот фильм "еще одной упущенной возможностью". Фильм собрал в мировом прокате 160,5 миллиона долларов при производственном бюджете в 88 миллионов долларов, став самым кассовым и самым дорогим фильмом серии.
Слоган: «Ты никогда не увидишь его приближения».

## Сюжет
Корабль Хищника падает на Землю в лесу. По совпадению, рейнджер-снайпер Куинн Маккенна и его команда в это время проводят там операцию по освобождению заложников. Их атакует Хищник, убивая людей Маккенны, но тот выводит Хищника из строя и отправляет найденные в корабле маску и наруч Хищника по почте как доказательство этой встречи. Затем его захватывает правительственный агент Уилл Трейгер, который также транспортирует Хищника в лабораторию для экспериментов и наблюдений. Трейгер приглашает эволюционного биолога Кейси Брекет для изучения генома Хищника, который, как выяснилось, имеет элементы человеческого. Однако Хищник просыпается, вырывается из оков и убивает всех кто пытается его обуздать, но не трогает безоружную Кейси.
В это время Маккенна после допроса помещён в автобус, который перевозит группу бывших солдат с психическими отклонениями, включая бывшего моряка Гейлорда «Небраски» Уильямса, военных ветеранов Койла и Баксли, пилота вертолёта Неттлса и Линча, бывшего морского пехотинца. Увидев, как Хищник сбежал из лаборатории, они захватывают автобус. Взяв с собой Брекет, они направляются к бывшей жене Маккенны, Эмили, поскольку именно на её адрес Маккенна отправил доспехи, и они понимают, что Хищник направляется на их поиски. Однако сын Маккенны с аутистическим расстройством, Рори, уже достал доспехи из посылки и смог изучить их. Затем он пошёл на карнавал по случаю Хэллоуина, надев шлем Хищника, в надежде избежать обнаружения хулиганами.
Маккенна с группой находит Рори на стадионе, где на них нападают две собаки Хищника. Маккенна взрывает одну гранатомётом, а другой наносит ранение в голову Небраска. Сам Хищник загоняет их в ближайшую школу и почти одолевает Маккенну, однако в это время появляется другой, более крупный Хищник, который убивает первого. Как оказалось, второй Хищник (с собаками) преследовал первого. Однако доспехи остаются пока ещё в доме Маккенны, так что второй Хищник отправляется искать их.
Брекет предполагает, что Хищники пытаются улучшить себя с помощью ДНК людей и, предположительно, жителей других планет. Компания скрывается в заброшенном сарае, где Трейгер находит их, захватывает и делится своей теорией о том, что Хищники считают, что изменение климата вскоре уничтожит человечество и сделает невозможным использование человеческой ДНК для дальнейшей гибридизации, поэтому Хищники пытаются ускорить процесс гибридизации, пока не стало слишком поздно. Увидев, что Рори рисует карту местонахождения космического корабля Хищника, Трейгер уводит мальчика на вертолёт и летит туда. Группа Маккенны ликвидирует охрану и отправляется за Трейгером с помощью показывающей им путь собаки Хищника, которая стала более доброжелательной из-за ранения в голову.
Когда люди Трейгера и Маккенны уже находятся на разбитом корабле первого Хищника, второй Хищник настигает их, убивает Линча и объясняет с помощью переводчика, что прибыл уничтожить предателя и взорвать его корабль, чтобы он не попал к людям в руки. Он даёт им 7-минутную фору, прежде чем начать охотиться на них. Он также говорит, что ему нужен настоящий воин, которого зовут Маккенна. Далее во время охоты ночью в лесу Хищник быстро убивает большую часть людей. Трейгер пытается использовать оружие Хищника, но случайно убивает себя.
В итоге Хищник забирает с собой Рори, а не его отца, предположительно потому, что аутизм Рори на самом деле отражает не отсталость, а прогресс в эволюции человека и поэтому он лучше подходит для гибридизации Хищников. Затем Хищник взлетает на своём корабле. Но Маккенна, Небраска и Неттлс прыгают на поверхность корабля, чтобы задержать его. Хищник активирует силовое поле, которое отрезает Неттлсу ноги, и тот падает с корабля. Небраска жертвует собой и прыгает в турбину корабля, вызывая его падение. Маккенна пробирается на рухнувший корабль и вступает в неравную схватку с Хищником. С помощью Брекет и собаки он убивает его. Затем они отдают дань памяти своим павшим товарищам и расстаются.
После этих событий Маккенна, уже в звании капитана, приходит в научную лабораторию, где теперь работает Рори. Они наблюдают за открытием груза, найденного на корабле первого Хищника. Как оказалось, первый Хищник хотел помочь людям избежать уничтожения, и в качестве дара людям привёз устройство, превращающееся на теле человека в костюм «Убийца Хищников». Маккенна говорит, что теперь это будет его новым костюмом.

## В ролях
В фильме задействовано свыше 60 актёров, не считая актёров массовки.
- Бойд Холбрук — капитан  Куинн Маккенна (Quinn McKenna),из 75-го полка рейнджеров который узнаёт о существовании Хищников, но никто ему не верит[34]. По мнению Холбрука, его герой по стечению обстоятельств попадает в группу настоящих сумасшедших, с которыми ему приходится искать общий язык, чтобы сделать их боевой единицей и выжить[35].
- Треванте Роудс — Небраска Уильямс (Nebraska Williams), бывший морской пехотинец, друг Куинна[36].
- Джейкоб Трамбле — Рори Маккена (Rory McKenna), сын Куинна Маккены, больной аутизмом[37]. Трамбле описал своего персонажа как любителя шахмат и головоломок, отец которого является военным, поэтому видятся они нечасто[35]. Актёр также рассказывал о том, что смотрел первый кинофильм с Арнольдом Шварценеггером и очень надеялся, что будет сниматься вместе с ним[35].
- Киган-Майкл Кей[38] — Койл (Coyle). По мнению исполнителя роли, каждый справляется со своей травмой своими путями, например его персонаж ведёт себя как трепло из "Безумных мелодий"[35]. Он близкий друг персонажа Томаса Джейна, с которым они вместе служили в морской пехоте и воевали на войне в Персидском заливе[35]. Актёр считал, что за руганью и бесконечной перебранкой персонажей скрывались настоящие глубокие дружеские чувства[35]. Он также признался в том, что в детстве смотрел первую картину и не мог себе представить, что однажды он будет сниматься в этом фильме[39].
- Оливия Манн — Кейси Брекет (Casey Bracket), учёный, знакомая Куинна[21]. Манн считала, что её персонажа, эволюционного биолога, пригласило ЦРУ из-за её опыта и способностей. Актриса также поясняла, что в картине две сюжетные линии, первая связана с ветеранами, а вторая с её героиней[35]. Актриса признавалась, что была в восторге от того, что режиссёр имел актёрский опыт, и он не просто мог объяснить, что хочет, но и показать это[35].
- Стерлинг К. Браун — Трейгер (Traeger), правительственный агент[40]
- Томас Джейн[41] — Баксли (Baxley), психически больной ветеран войны, чей друг и сослуживец Кайл в прошлом уничтожил по ошибке весь его отряд[42]. Персонаж Джейна втайне хочет убить Кайла и в то же время привязан к нему[42].
- Альфи Аллен[43] — Линч (Lynch). О своём герое актёр говорил как человеке с ловкими руками, которого выгнали из армии, что привело его в иностранный легион, а затем на групповую терапию с другими ветеранами[35]
- Аугосто Агилера (англ. Augusto Aguilera)[44] — Неттлес/Крапива (Nettles).
- Джейк Бьюзи[45] — Шон Кис (Shawn Keyes)
- Ивонн Страховски — Эмили (Emily), бывшая жена Куинна Маккены[46]
- Брайан Прайс — Хищник (Predator)[35]. Оливия Манн считала, что Прайс не сможет играть Хищника, так как слишком мил[42]. В тот момент когда Прайса пригласили, он рисовал комиксы и занимался паркуром уже 9 лет.[42] Ему позвонил специалист по трюкам картины с предложением об участии, Прайс отослал ему видео со своим паркуром и через несколько недель он уже летел в Лос-Анджелес[42]. Для того, чтобы настраиваться на роль, актёр использовал музыкальные композиции[42]. Благодаря навыкам Прайса инопланетный охотник получился более подвижным, чем в других картинах серии, несмотря на свои габариты[42].
- Майк Допуд — Дюпре (Dupree).
- Найалл Мэйттер — Сапир (Sapir).
- Р. Дж. Фезерстоно (англ. RJ Fetherstonhaugh) — агент Чёрч (Agent Church).
- Гэрри Чок (англ. Garry Chalk) — почтальон (Postal Worker).
- Лохлин Манро — генерал-лейтенант Маркс (LT. General Marks).
- Франсуаза Йип (англ. Françoise Yip) — старший оператор сопровождения цели (Tracking Supervisor).
- Сейдж Броклбэнк — водитель (Transport Driver).
- Патрик Сабонгуй —  (Barn Merc #1).
- Петер Шинкода (англ. Peter Shinkoda) — доктор Ямада (Dr. Yamada).
- Дин Редман — сержант Гомез (Sergeant Gomez).
- Эдвард Джеймс Олмос — высокопоставленный военный Вудхерст[42].

- Основной актёрский состав
- Бойд Холбрук
- Оливия Манн
- Киган-Майкл Кей
- Стерлинг К. Браун
- Ивонн Страховски
- Джейк Бьюзи

## Производство
«Ох, посмотри, милая, — другой Хищник. Да, у нас был один из них в прошлом году. Ах, он опять в сарае? О Боже, что он делает с овцой». Вы понимаете? В этом и опасность.
Разговоры о съёмках нового фильма франшизы ходили с 2014 года, но только в 2015 студия 20th Century Fox наконец приняла решение о начале работы над картиной. Режиссёрское кресло предложили Шейну Блэку. Студия попросила Блэка переписать сценарий оригинального фильма. Сначала режиссёр был против, объяснив свой отказ тем, что не хотел бы снимать очередной фильм франшизы «AVP»: несмотря на то, что они были неплохо сняты, всё же картины не были «большим кино». Но когда ему ответили, что хотят вложиться в проект и перезапустить серию, он поменял своё мнение.
Рассматривалась возможность появления героев предыдущих художественных фильмов, в частности майора Алана «Датча» Шеффера персонажа Арнольда Шварценеггера и лейтенанта Харигана, роль которого исполнил Дени Гловер.
Режиссёр пообещал, что фильм будет продолжением, а не перезапуском, действие фильма будет разворачиваться в наше время, в нём будут показаны те, кто строит космические корабли и устройства, которые используют Хищники, а также новые миры. Режиссёр сам выполнил большую часть работы над сценарием. В июне 2016 года Блэк сообщил, что главного героя будут звать Куин Маккенна, и его сыграет не Арнольд Шварценеггер; также режиссёр добавил, что имя героя может быть изменено.
| «             | Если сравнивать первого «Хищника» с «Чужим», то наш фильм скорее «Чужие». Это не «Десять негритят» Агаты Кристи, — давайте убьём всех персонажей, потому что у нас их очень много. Я имел в виду не другие планеты, а множество людей, делающих множество вещей во многих местах. | » |
| — Фред Деккер | |   |

Режиссёр сообщил, что этот фильм будет стоить больше, чем предыдущие 5 картин, и иметь приблизительный бюджет в размере 50—60 млн долларов. Также Блэк заявил, что ему хотелось бы снять страшный фильм, но не лишённый чувства юмора, и в то же время чтобы он не походил на фильм о супергероях комиксов Marvel. Он отметил, что основная опасность сиквела заключается в том, что в нём рассказывается продолжение истории, и на него могут отреагировать как на старую историю, которую уже видели. Фред Деккер пообещал, что будет показано то, что находится за занавесом: почему инопланетяне здесь, что они делают, какова общая картина.
О новых героях картины режиссёр отозвался как о группе надёжных ребят, попавших в непростую ситуацию, однако заметил, что пока он не знает, как далеко от этого образа отойдут персонажи, но сказал что пару деталей они всё же решили изменить, чтобы персонажи не были похожи на типичных крутых парней, этаких «быков». Он предположил, что картина будет иметь рейтинг R, так как она получится достаточно жёсткой, что подтвердилось в феврале 2017 года. Фред Деккер решил в итоге перевернуть всё с ног на голову, так чтобы герои нового фильма были противоположностью героям первой картины.

### Сценарий
Я думаю, что первый фильм был отличным и содержательным, это была прекрасная маленькая жемчужина, вот что это было. Я думаю, что это продолжение необходимо не только ради любви к той эпохе, этому фильму, но и мифологии «Хищника».
В процессе работы над сценарием Блэк черпал вдохновение из картины Ридли Скотта «Чужой», подчёркивая его отличие от более поздней работы режиссёра под названием «Прометей», лишённой загадки. В то же время режиссёр отметил, что ему бы хотелось, чтобы фильм производил то же впечатление на зрителя, какое когда-то произвёл фильм Спилберга «Близкие контакты третьей степени», и то, что он хотел бы снять фильм, похожий не на цирковое выступление, а сильную, яркую, красочную картину. В одном из интервью Блэк сообщил, что хотел бы создать фильм, близкий по духу к первому фильму режиссёра Джона Мактирнана и в то же время снять всё по-новому.
Возможно, по этой причине Блэк решил, что действие фильма начнёт разворачиваться на тропическом острове Куба, где герой Стив Маккенна принимает участие в спецоперации по ликвидации наркобарона и освобождению заложников, подобно героям первой картины. Однако позднее выяснилось, что героя будут звать Куин Маккенна, и он не будет типичным представителем фильмов о крутых парнях,что наглядно демонстрирует его первое появление на экране, когда с неба падает капсула, в которой Маккенна находит потерявшего сознание хищника, он не убивает его, а крадёт у него оружие и маску, несмотря на подлетающий вертолёт ЦРУ. Хищник убивает несколько человек, затем его ловят как впрочем и Маккенну, который успел спрятать награбленное в ячейку. Но так как он не заплатил за неё, содержимое отправляют ему домой, где её получают бывшая жена и сын-аутист, учащийся в школе имени Лоуренса Гордона, название которой дано в честь продюсера первого фильма. Сцена, в которой сын Маккенны в канун Хеллоуина надевает маску инопланетянина и берёт оружие, а когда его задирают хулиганы, оно срабатывает автоматически, что приводит к смерти обидчиков, является отсылкой к сцене из второй картины, где ребёнок с игрушечным автоматом встречает пришельца на кладбище и спрашивает его «Хочешь конфету?», что напоминает о традиции Хеллоуина.
| «            | Идеи в сценарии настолько оригинальны и свежи, что зрители увидят то, чего совсем не ожидали, весьма зрелищный способ перезапустить франшизу. | » |
| — Джон Девис | |   |

Благодаря сценаристу Фреду Деккеру, который обещал приоткрыть завесу, дав некоторые ответы, появляется сцена, где учёная по имени Кейси прибывает на базу ЦРУ для изучения биологии пришельца и инопланетных артефактов. Она настаивает на том, что Хищника следует называть «Охотником», что являлось рабочим названием первой картины. Маккенна в это время пребывает в психиатрической лечебнице, откуда его конвоируют на автобусе с другими больными. По пути автобус меняет курс и едет на ту самую охраняемую базу, в которой содержится Хищник. Последний бежит в тот момент, когда прибывает автобус, что даёт возможность Маккенне удрать. Сын Маккенны взламывает инопланетную технологию, подобно герою Саймона Линча из кинофильма «Меркурий в опасности», это приводит к тому что на Землю прибывает другой Хищник, как и в кинофильме «Чужие против Хищника: Реквием», он выполнят роль чистильщика, находит ребёнка, в тот же момент, что и Маккенна, и сбежавший инопланетянин.
Как и обещал режиссёр, в сценарии есть инопланетянин в новом обмундировании, которого называют Апгрейд. Хищник, присланный с целью уничтожить других представителей этого вида, находящихся на земле и сотрудничающих с организацией, размещающейся в «Зоне 52» и занимающейся защитой людей от инопланетян. Хищник-убийца выпускает с борта своего корабля инопланетных существ с целью взять штурмом «Зону 52». Маккенне же требуется спасти жизни инопланетян, находящихся на службе у правительства США. «Зона 52» взята и убийца-инопланетянин проходит через сложные защитные механизмы с помощью оторванных конечностей персонала и автоматического оружия, что предусматривал сценарий предыдущей картины. Согласно задумке сценаристов, хищники вырывают позвоночники у жертв не только ради трофеев, а для того чтобы извлечь спинной мозг, который используют как стимулятор физической активности.
Наконец, Хищник-убийца и беглец встречаются лицом к лицу, и первый убивает второго одним ударом, что является адаптацией сцены из фильма «Хищники». Сценарий предусматривал небольшую роль для Арнольда Шварценеггера, но в случае необходимости её легко было вырезать, так как Шварценеггеру уже предлагали роль в «Хищниках», но он отказался. В сценарии также имелась возможность для замены Шварценеггера на Дэнни Гловера или Адама Болдуина. После тестовых показов режиссёру пришлось переписать третий акт картины.

### Подбор актёров
В ходе рассмотрения кандидатур, Блэк встречался с Дуэйном Джонсоном, однако не сказал, будет ли он участвовать в съёмках, Джеймсом Франко, Арнольдом Шварценеггером и с Бенисио Дель Торо. Рассматривалась возможность возвращения героя Шварценеггера в качестве гостевого персонажа, для этого режиссёром были написаны два сценария с его участием и без. Однако после прочтения сценария актёр остался недоволен.
Они меня попросили, я сценарий прочитал и мне не понравилось то, что мне предложили. Так что я не буду в этом сниматься, нет. Разве что в случае, если они всё перепишут и сделают мою роль более значительной. Но так, как всё сейчас сделано, — нет, я не согласен.
Американский музыкант Кёртис Джексон (50 Cent) рассматривался как один из кандидатов на роль и подтвердил своё участие в проекте. В начале октября 2016 года появилась информация о возможном участии в проекте Бойда Холбрука, звезды сериала «Нарко». О Холбруке режиссёр Блэк отозвался как о чудесном актёре, который выручил их после неудачных переговоров с Бенисио Дель Торо, что сказалось на задержке начала съёмок. По окончании съёмок актёр разместил фото с изображением Джейкоба Трамбле и маски, подаренной ему специалистом по визуальным эффектам Тоддом Маскерсом, с подписью:
Сделаем Хищника великим снова.
В ноябре 2016 года кинопробы прошла актриса Оливия Манн и вошла в основной актёрский состав. Позже к актёрскому составу присоединился Траванте Роудс для того, чтобы сыграть бывшего военного. Уже на съёмках актёр признался:
Я был поклонником первой картины, однако не любил кровь и кишки, поэтому отворачивался, чтобы не видеть этого.
Это была причина, по которой он отказывался от просмотра всей серии фильмов, однако когда он был выбран на роль, он всё-таки посмотрел её. Стерлинг Браун присоединился к фильму, чтобы исполнить роль правительственного агента. Во время съёмок Браун заметил:
Эта картина сильно отличается от оригинального фильма. Однако мне понравилось то обилие юмора, которым наполнен фильм и товарищеские отношения между персонажами.
Томас Джейн исполнит роль одного из ветеранов войны, находящегося на лечении в психиатрической лечебнице.
Мы играем ветеранов, участников войны в Афганистане, Ираке или чего-то подобного. Но мы все сумасшедшие, поэтому отправляемся в больницу, чтобы получить наши лекарства. Мы все похожи на солдат с ПТСР. История начинается, когда другой солдат, видевший посадку НЛО, попадает в наш больничный автобус. Поскольку этот солдат видел корабли инопланетян, военные принимают решение его убить, но сначала признают сумасшедшим для того, чтобы изолировать. Нас собираются посадить в автобус, доехать до канавы и расстрелять всех, чтобы избавиться от этого парня. Но, конечно, мы захватываем автобус, а дальше это похоже на «давайте пойдём убивать этих не хороших Чужих сами».
В середине марта 2017 года в проект был приглашён Джейк Бьюзи, сын актёра Гэри Бьюзи, сыгравшего одну из ключевых ролей во втором фильме. На съёмки актёра пригласил сам режиссёр:
Мне позвонил Шейн Блек и сказал: «Эй, хочешь сняться в этом фильме? У нас нет денег на тебя, но будет забавно сыграть персонажа, который будет сыном персонажа твоего отца».
Бьюзи дал согласие сниматься, поскольку считал, что сыграть персонажа — это возможность пройти по стопам карьеры своего отца. Несмотря на то, что съёмки фильма длились около 3—4 месяцев, сам актёр снимался всего 3 недели. Через пару недель после начала съёмок к актёрскому составу присоединился Эдвард Джеймс Олмос в роли представителя армии. По мнению Кигана Майкла Кея, картина не является ни сиквелом, ни ремейком оригинального фильма, и в то же время связана с 5 предыдущими фильмами и насыщена юмором. Актриса Оливия Манн разделяла эту точку зрения, так же считая, что фильм связан с предыдущими картинами, но при этом не ориентируется на них, а идёт в ногу со временем. Художника Брайна Прайса пригласил специалист по трюкам, после того как увидел видео, в котором недавний студент демонстрировал паркур. После непродолжительного прослушивания с тремя другими претендентами, в ходе которого они должны были показать, как умеют двигаться, на роль нового Хищника был утверждён Прайс.

### Съёмки
Не ждите, что какой-нибудь пригородный «Хищник» скрывается в богатых, причудливых, плавательных бассейнах.
Съёмки фильма должны были начаться в сентябре—декабре 2016 года в Ванкувере. В конце октября 2016 года режиссёр сообщил о том, что выезжает в Ванкувер для подготовки к съёмкам, которые были перенесены на 20 февраля 2017 года.
В конце ноября 2016 года к проекту присоединился кинооператор Ларри Фонг. Режиссёр опроверг распространившиеся слухи о том, что действие фильма, сюжет которого держится в секрете, будет происходить в пригороде. Съёмки начались 20 февраля 2017 года. Режиссёр сообщил о том, что картина будет иметь рейтинг R, как и первый фильм, так как, по его мнению, рейтинг PG-13 является детским и зрители хотят не этого.
В феврале 2017 года появилось первое фото с актёрским составом кинофильма, в том же месяце было опубликовано второе изображение с другими актёрами. Под вторым фото режиссёр обращался к аудитории с вопросами: «Кто же из этих актёров будет порублен Хищником? Посмотрим, что я сделал?».
Траванте Роудс во время съёмок отзывался об актёрском составе как о «солянке», однако заметил, что фильм — именно то, что стоит ждать от Блэка, это погружение в мир «Хищника». Вернувшись на съёмки после церемонии вручения премии «Оскар», актёр получил короткое, но трогательное поздравление от режиссёра и актёрского состава, а после — указание вернуться к работе.
Холбрук сообщил, что начало картины будет сниматься в Мексике. 15 мая 2017 года режиссёр опубликовал фото со съёмочной площадки, на котором изображены два актёра в костюме хищников, Джейн, Кей и Роудс, сидящие на бронетранспортёре. 1 июня 2017 года, спустя 15 недель после начала съёмок, актёры через социальные сети оповестили о завершении съёмок. Режиссёр сообщил, что следующий этап работы начнётся через несколько недель.
В феврале стало известно о том, что было принято решение переснять часть материала, на что было выделено 2 недели. Съёмки прошли с 12 по 29 марта на студии Mammoth Studios в Канаде. Часть съёмок прошла в Канадских лесах, что подтвердило видео со съёмок, опубликованное в марте 2018 года Стерлингом Брауном. По словам актёра, был переснят весь третий акт картины.

### Специальные эффекты
Я стою рядом с семифутовым джентльменом в костюме Хищника, так что нет, не всё в картине компьютерная графика.
Несмотря на тенденцию использования компьютерных эффектов в фильмах, режиссёр картины принял решение пойти по другому пути, поскольку посчитал, что этот метод вызовет недовольство зрителей и критиков. Блэк отдал предпочтение практическим специальным эффектам, гриму и костюмам, которые сделали первый фильм знаковым. На следующий день после того, как появилось сообщение о том, что премьеру картины отодвигают на август 2018 года, Блэк разместил в социальной сети изображение актёра в костюме Хищника и себя, стоящего рядом.
Костюм Хищника был изготовлен из лёгкой пены, вес которой достигал 27,2 кг. Его лицо и тело выглядели так же, как и персонаж, созданного 30 лет назад Стэном Уинстоном. Космический корабль пришельцев вырезался из пенополистирола внутри ангара на студии. Его размеры составляли 24 на 12 метров и 30,5 метра в длину. Съёмки на корабле планировалось проводить в течение 7 дней. Ротбарт, специалист по визуальным эффектам, рассказал о том, что при создании инопланетных собак они изучали поведение настоящих собак. Триш Монахан, создававшая броню для Хищников, особенно выделяла заднюю часть, напоминающую доспехи времен феодальной Японии.
| «                                     | Если краска выглядит так, как будто она еще влажная, — это потому, что возможно она еще влажная. | » |
| — Член съёмочной команды, 14 мая 2018 |                                                                                                  |   |

На создание нового костюма для дизайнеров Джиллису и Вудраффу не было введено никаких ограничений по времени, несмотря на то, что для первой картины Стэну Уинстону отвели всего 6 недель. Джиллис и Вудрафф являлись большими поклонниками практических эффектов, то есть костюмов и декораций, поэтому они считали правильным, что часть материала картины не была создана с помощью компьютеров. Дизайнеры заявляли, что во время съёмок они старались добавить в кадр как можно больше реальных вещей, в том числе кровь.

### Тестовые показы
В начале ноября 2017 года компания 20th Century Fox провела серию тестовых показов фильма. Мнения о картине были разными, причиной тому послужил режиссёрский подход с акцентом на комедийную составляющую, как и в других картинах Блэка. Несмотря на то, что зрителей обязывали подписать форму о неразглашении, некоторая информация всё же просочилась в сеть. Впрочем это было известно и ранее, а именно то, что будет дано объяснение тому, почему инопланетяне прилетают именно на Землю, какова их мотивация и технологии, а также то, что картина по духу является преемником оригинального фильма. Результатом тестовых показов стало решение переснять часть материала картины в марте 2018 года.

### Рекламная кампания
С начала съёмок в феврале появились первые фотографии актёрского состава и постер к фильму. В мае 2017 года актриса Оливия Манн разместила на своей странице новый постер с изображением Хищника и словами её персонажа «Ты красивый ублюдок», которые являются видоизменённой цитатой персонажей Шварценеггера и Гловера, в первом и втором фильме «Ты уродливый ублюдок». Сценарист, продюсер и режиссёр дали по нескольку интервью на разных этапах кинопроизводства, сообщив некоторые подробности, касающиеся сценария, выбора актёров, специальных эффектов. Показ первого рекламного видеоролика картины состоялся 23—26 апреля 2018 года на фестивале Cinema-Con в Лос-Анджелесе.

### Премьера
Премьерный показ картины был намечен на 2 августа 2018 года, однако после тестовых показов, студией было принято решение переснять третий акт картины, в результате чего премьеру перенесли на 14 сентября.

## Критика и отзывы
Фильм получил в основном смешанные отзывы. На сайте Rotten Tomatoes фильм имеет рейтинг 33 % одобрения на основе 253 рецензий со средней оценкой 4.9/10. На Metacritic фильм имеет средневзвешенные 48 баллов из 100, основанных на 49 рецензиях, указывающий на «смешанные или средние обзоры». Аудитория, опрошенная сайтом CinemaScore, дала фильму оценку C+ по шкале от A+ до F, в то время как PostTrak сообщил, что кинозрители дали ему 66 % положительных результатов и 55 % «определённой рекомендации».
Российские кинокритики также поставили фильму средние оценки. Обозреватель сайта InterMedia Павел Соломатин так отозвался о картине: «Шейн Блэк приложил немало усилий, чтобы снять лучшего „Хищника“. Его работа едва ли станет столь же культовой, что и первый фильм, но определённо порадует фанатов».

## Новеллизации
«Хищник» получил новеллизацию в соавторстве с Кристофером Голденом и Марком Моррисом с аудиокнигой, рассказанной Джеймсом Патриком Кронином. Новеллизация также получила приквел роман под названием «Хищник: Охотники и преследуемые», написанный Джеймсом А. Муром, аудиокнигу также озвучил Кронин.

## Приквел
Продюсер Джон Дэвис заявил, что в случае успеха фильма будут сняты ещё два продолжения. В декабре 2019 года Дэн Трахтенберг объявил о разработке фильма под рабочим названием «Черепа» по сценарию Патрика Эйсона, действие которого происходит во время Гражданской войны в США и и который расскажет о женщине, которая идёт против гендерных норм и традиций, чтобы стать воином. В ноябре 2020 года было подтверждено, что «Черепа» фактически станут пятым фильмом во франшизе «Хищника», причём Трахтенберг указал, что фильм находится в разработке с 2016 года и изначально планировал выпустить фильм без рекламы. это как взнос во франшизе «Хищника». The Walt Disney Company будет продюсировать проект через 20th Century Studios.